# Les Arcs

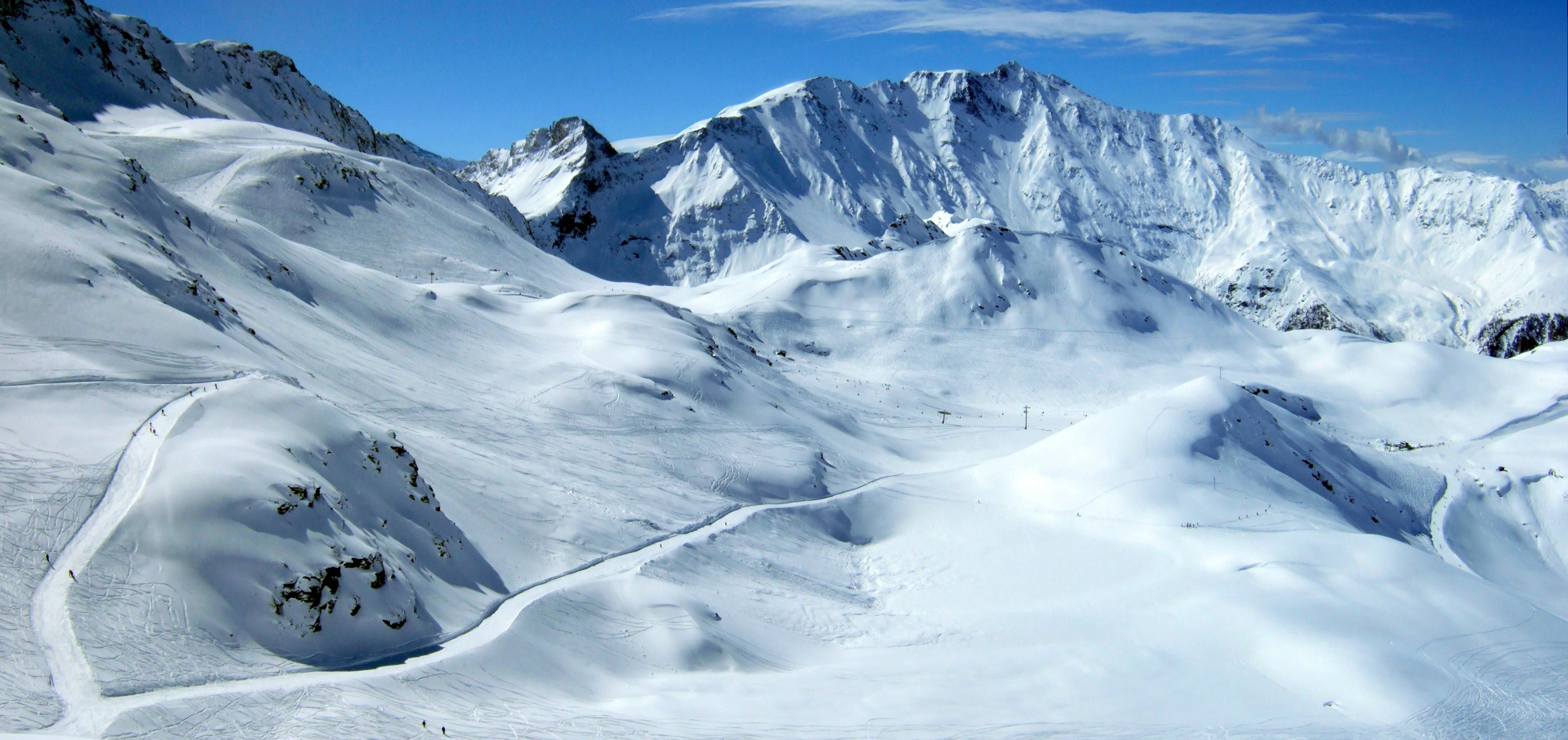
Verso la cima dell'Aiguille Rouge, a 2670 m

Les Arcs è una stazione sciistica della Savoia, in Francia (Alpi francesi), situato sopra il paese di Bourg-Saint-Maurice. Creato da Robert Blanc e Roger Godino a partire dagli anni sessanta, è attualmente di proprietà della Compagnie des Alpes, una compagnia francese che gestisce varie stazioni sciistiche e parchi a tema. Usato per ospitare gare di Coppa Europa di sci alpino e di Coppa del Mondo, lo sviluppo della zona fu affidato ad un team di ingegneri, architetti e pianificatori, tra i quali la figura di spicco era rappresentata da Charlotte Perriand.
Il comprensorio è diviso su due versanti, da una parte Arc 1600 et Arc 1800 e dall'altra Arc 1950 et Arc 2000 e si sviluppa su circa 200 km suddivisi in 106 piste, per lo più blu e rosse, l'11% delle quali con la possibilità di essere innevate artificialmente: sono presenti 54 impianti di risalita, che raggiungono l'altezza massima presso la cima dell'Aiguille Rouge a 3226 metri e tramite la funivia Vanoise Express, è collegato con le vicine stazioni sciistiche di Peisey-Vallandry e La Plagne, dando origine al comprensorio sciistico Paradiski che si sviluppa su 425 km di piste.